# Chudalupia meridionalis
Chudalupia meridionalis är en kvalsterart som beskrevs av Wallwork 1981. Chudalupia meridionalis ingår i släktet Chudalupia och familjen Ameronothridae. Inga underarter finns listade i Catalogue of Life.